# Lyliana Wray
Lyliana Wray (* 30. Dezember 2004 in Los Angeles, Kalifornien) ist eine US-amerikanische Schauspielerin.
Wray begann 2015 ihre Karriere in dem Film Girl Missing und spielte ein Jahr später eine Hauptrolle in Maximum Ride, der Verfilmung des gleichnamigen Romans Maximum Ride von James Patterson.
2022 spielte Wray die Rolle der Amelia Benjamin im Actionfilm Top Gun: Maverick mit Tom Cruise.

## Filmografie
- 2015: Girl Missing
- 2016: Maximum Ride
- 2017: The Night Shift (1 Episode)
- 2018: Strange Angel (3 Episoden)
- 2018: Black-ish (1 Episode)
- 2019: Grusel, Grauen, Gänsehaut (Are You Afraid of the Dark?)
- 2022: Top Gun: Maverick